# Boonville (Indiana)
Boonville és una població dels Estats Units a l'estat d'Indiana. Segons el cens del 2000 tenia 6.834 habitants.

## Demografia
Segons el cens del 2000, Boonville tenia 6.834 habitants, 2.688 habitatges, i 1.854 famílies. La densitat de població era de 894,4 habitants per km².
Dels 2.688 habitatges en un 32,1% hi vivien nens de menys de 18 anys, en un 52,2% hi vivien parelles casades, en un 12,4% dones solteres, i en un 31% no eren unitats familiars. En el 27,8% dels habitatges hi vivien persones soles el 14,7% de les quals corresponia a persones de 65 anys o més que vivien soles. El nombre mitjà de persones vivint en cada habitatge era de 2,45 i el nombre mitjà de persones que vivien en cada família era de 2,98.
Per edats la població es repartia de la següent manera: un 25,2% tenia menys de 18 anys, un 9,3% entre 18 i 24, un 28,2% entre 25 i 44, un 21,4% de 45 a 60 i un 15,9% 65 anys o més.
L'edat mediana era de 37 anys. Per cada 100 dones de 18 o més anys hi havia 84,9 homes.
La renda mediana per habitatge era de 34.913 $ i la renda mediana per família de 42.096 $. Els homes tenien una renda mediana de 32.264 $ mentre que les dones 22.227 $. La renda per capita de la població era de 15.869 $. Entorn del 6,5% de les famílies i el 9,2% de la població estaven per davall del llindar de pobresa.

## Poblacions més properes
El següent diagrama mostra les poblacions més properes.